# 箕星太朗
箕星 太朗（みのぼし たろう）は、日本のフリーランスデザイナー、漫画家。男性。大阪府吹田市出身。
コナミデジタルエンタテインメント所属時は「ミノ☆タロー」、「三野 太郎」名義で活動していたが、2015年2月15日に退職。従前のペンネームはコナミの著作物となるため、退職後にはペンネームを「箕星太朗」に変更した。
同人時代、作家名などすべて架空のアニメを紹介するパロディーサイトを立ち上げたところ、後に実際にアニメ化されたことがある。

## 作品

### コナミデジタルエンタテインメント
- ときめきメモリアルONLINE：キャラクターデザイン
- ランブルローズシリーズ：キャラクターコスチュームデザイン
- ときめきメモリアル Girl's Side 1st Love（DS）：キャラクタースチル、ディレクター
- ときめきメモリアル Girl's Side 2nd Season（DS）：キャラクタースチル
- ラブプラスシリーズ：キャラクターデザイン
- 風雲！なでしこコレクション（ソーシャルゲーム）：キャラクターデザイン

### フリー
- イグジストアーカイヴ -The Other Side of the Sky-：キャラクターデザイン[4]
- WebNewtype コラム『箕星からの物体X』連載
- メタルギアソリッドV ファントムペイン：パス・オルテガ・アンドラーデのポスター（ゲーム内アイテム）のイラストレーション
- 少年マガジンエッジ 『制服ロビンソン』連載
- ルートレター：企画・キャラクターデザイン[5]
- GOD WARS 〜時をこえて〜（ゴッドウォーズ 〜時をこえて〜）：キャラクターデザイン[6]
- めがみめぐり：キャラクターデザイン
- LoveR：キャラクターデザイン、イラストレーション
- 動く！NEW CROWN英会話スタンプ：上記「NEW CROWN」のキャラクターによるLINEスタンプ[7]
- 文英堂『大学入試 新古文単語336 (シグマベスト) 』：表紙イラスト
- 学研教育みらい 小学生向け安全教育副読本『みんなの安全』令和3年度版：キャラクターイラスト
- YouTubeチャンネル『コーラスメイト -Chorusmate-』：キャラクターデザイン[8]
- 令和6年度版 小学校英語教科書「CROWN Jr.」：キャラクターデザイン[9]
- 令和7年度版 中学校英語教科書「NEW CROWN」：キャラクターデザイン[10]